# 学園アイドルマスター
『学園アイドルマスター』（がくえんアイドルマスター、THE IDOLM@STER Gakuen）は、QualiArts・バンダイナムコエンターテインメントの共同開発・運営によるスマートフォン・PC(Windows)用ゲームアプリ。2024年5月16日にiOS版、Android版、2025年3月18日にPC版のサービスを開始した。ジャンルは育成シミュレーションゲーム。略称は「学マス」。

## 概要
バンダイナムコエンターテインメントは2023年7月25日にニコニコ生放送等にて配信した「アイドルマスター 18周年生配信〜18th Anniversary Colorful P@rty!!!!!〜」にて新ブランドを発表し、スマートフォンゲームとして展開すると発表した。「アイドルマスターシリーズ」としては6ブランド目となる。
本作の開発は2018年に始動した。開発時、坂上陽三（当時は「アイドルマスターシリーズ」の総合プロデューサー）が仮称で「初星学園」とつけた。本作のプロデューサーを担当する小美野日出文が「初星学園」を正式名称として使用したいと要望したところ、承認が降りたことからそのまま正式名称として使用されることになったという。
本作のオーディションは2021年に開催された。2024年3月5日、作品タイトルや登場アイドル、ゲーム内ビジュアル、キャラクターボイスを担当する一部のキャストが公開された。これまでアイドルをプロデュースする舞台は芸能事務所であったが、本作はアイドル養成学園「初星学園」が舞台となり、同シリーズにおいては初の学園舞台の作品となる。また、同日より事前登録を開始した。2024年3月13日から4月17日までは4人目以降の担当キャストとアイドルを紹介する『初星学園HR（ホームルーム）』がYouTube「アイドルマスターチャンネル」にて配信された。なお、「初星学園HR」はサービス開始後も本作の最新情報を紹介する配信番組として不定期で配信されるようになった。
2024年5月16日の午前中にサービスを開始したが、サーバーエラーが確認されたため一時的なメンテナンスが行われ、同日13時頃にサービスを再開した。
2025年2月5日、PC(Windows)版をDMM GAMESにてリリースすることを発表。同年3月18日にリリースされた。
2025年6月17日、配信番組「初星学園HR #STEP3 紫雲清夏」にて、小美野が同日付けで本作のメインプロデューサー職を退任することを発表。後任はアシスタントプロデューサーを務めていた佐藤大地と山本亮が共同で担当する。

## ゲームシステム
プレーヤーは初星学園のプロデューサーとして入学し活動する。学園生活において、レッスンや授業を通してアイドル候補生の能力（ボーカル、ダンス、ビジュアル）を成長させていくことで育成度合いに応じライブシーンが変化していき、最終的にはアリーナライブとTRUE ENDを目指すこととなる。
「初星課題」が60個存在し、プロデュースやコミュ閲覧等を行うことで課題が1個ずつ開放される。

### プロデュース
定期公演『初（はじめ）』
初星学園で行われる定期公演『初』へ出場し、メインステージでのライブを目指す。
NEXT IDOL AUDITION
2024年12月26日に実装された追加シナリオ。次代を担うアイドルの頂点を決める「NEXT IDOL AUDITION」に出場し、優勝ライブを目指していく。P課題35の達成と挑戦するアイドルの親愛度レベル10到達で解放される。

### ガシャ
ガシャを利用することでプロデュースカードおよびサポートアイドルを獲得する。ジュエル250個で1回、2500個で10連を回すことが可能。また、1日1回限定で有償ジュエル60個で回すことも可能。

### コミュ
初星コミュ
ゲーム本編とは別のシナリオ。咲季、手毬、ことねの3人がユニットを組み、一番星（プリマステラ）を目指すエピソード。
アイドルコミュ
アイドル個人にスポットを当てたコミュ。プロデューサーとアイドルとの出会いや、アイドルが成長していく姿などが描かれる。
サポートコミュ
サポートカードにスポットを当てたコミュ。
イベントコミュ
イベントのストーリーに当たるコミュ。イベントポイントを稼ぐ事で開放される。

### コンテスト
プロデュースで育成したアイドルを編成し、他のプレイヤーと対戦する。初星課題を25回クリアすることで開放される。
アイドルへの道
プロデュースで獲得したメモリーを用いて他のアイドル達に挑んでいく。ステージ10・15・20・25のクリアでアナザー衣装や髪型を入手可能。挑戦するアイドルのTrue End達成で開放される。

## 登場人物

### 初星学園（はつぼしがくえん）

#### プロデュース対象アイドル
花海 咲季（はなみ さき）
声 - 長月あおい
身長：152cm / 体重：45kg / 年齢：16歳 / 3サイズ：84/55/80 / 血液型：A型 / 利き手：左 / 誕生日：4月2日 / 星座：おひつじ座 / 出身地：愛知県 / クラス：1年1組 / イメージカラー：赤
特技は運動全般、家事全般、マッサージ、趣味は勝負ごと全般。初星学園入学試験首席である新入生。勝気で負けず嫌いな元アスリート。幼少期から物覚えが良く、なにをやらせても上手にこなす神童だった。だがすぐに能力が頭打ちになってしまい、他の人に追いつかれてしまう超早熟型であり、本人も「偽物の天才」と自虐している。
月村 手毬（つきむら てまり）
声 - 小鹿なお
身長：162cm / 体重：51kg / 年齢：15歳 / 3サイズ：82/58/86 / 血液型：AB型 / 利き手：右 / 誕生日：6月3日 / 星座：ふたご座 / 出身地：京都府 / クラス：1年1組 / イメージカラー：青
特技は歌、趣味は美味しいものを食べることだが現在は封印中。中等部時代、ユニット「SyngUp!」のナンバーワンアイドルとして知られていた元エリート。クールでストイックな皮肉屋と思いきや、甘えん坊で怠け者なトラブルメーカーという二面性を併せ持つ（佐藤大地AP曰く「内面はチワワ」）。
藤田 ことね（ふじた ことね）
声 - 飯田ヒカル
身長：156cm / 体重：40kg / 年齢：15歳 / 3サイズ：75/55/75 / 血液型：O型 / 利き手：右 / 誕生日：4月29日 / 星座：おうし座 / 出身地：埼玉県 / クラス：1年1組 / イメージカラー：黄色
特技はダンス、人の顔と名前を覚えること、趣味はお金を稼ぐこと。夢はお金を稼ぐアイドルを目指すこと。貧しい家計を支えるため、いくつものアルバイトを掛け持ちしている。顔の可愛さ以外は成績も自己評価も低く、人生一発逆転の手段としてアイドルを目指している。本作登場アイドルでは最軽量。『GOLD RUSH』では主人公を務めている。
有村 麻央（ありむら まお）
声 - 七瀬つむぎ
身長：157cm / 体重：46kg / 年齢：17歳 / 3サイズ：85/53/85 / 血液型：A型 / 利き手：右 / 誕生日：1月18日 / 星座：やぎ座 / 出身地：兵庫県 / クラス：3年1組 / イメージカラー：紫
特技は格闘技、手先が器用なこと、趣味は他人の面倒を見ること、観劇。アイドル科の学園寮の寮長で、後輩からは「小さな王子様（リトルプリンス）」と慕われており面倒見がいい。カッコイイアイドルを目指しており、幼少期から歌劇のスターに憧れ、子役として活動していた。一人称は「ボク」。
葛城 リーリヤ（かつらぎ りーりや）
声 - 花岩香奈
身長：161cm / 体重：43kg / 年齢：15歳 / 3サイズ：82/53/80 / 血液型：B型 / 利き手：右 / 誕生日：7月24日 / 星座：しし座 / 出身地：スウェーデン / クラス：1年1組 / イメージカラー：白
特技はお菓子作り、ゲーム、趣味はお菓子作り、日本のアニメ。スウェーデン出身の留学生で、スウェーデン人と日本人のハーフ。プロデューサーを「センパイ」と呼ぶ。気弱な性格でいつも自信がなさそうに縮こまっているが、“これ”と決めたことには、頑固とも言えるほど意志が固い所もある。それまで歌やダンスの経験は無かったが、初星学園のライブを観に来たことでアイドルを目指すことに決めた。清夏とはバレエでスウェーデンに来た時に知り合い、共にステージに立つことを誓い合った仲。
倉本 千奈（くらもと ちな）
声 - 伊藤舞音
身長：148cm / 体重：43kg / 年齢：15歳 / 3サイズ：73/56/73 / 血液型：O型 / 利き手：右 / 誕生日：8月1日 / 星座：しし座 / 出身地：神奈川県 / クラス：1年2組 / イメージカラー：オレンジ
特技は元気なあいさつ、動物に好かれること、趣味はお絵描き。学園長の友人の孫。生粋のお嬢様であり、両親から甘やかされて育った。一人称は「わたくし」、語尾に「ですわ」を付けて話し、プロデューサーを「先生」と呼ぶ。天真爛漫な性格で「立派なアイドル」を目指しているが、入学試験では最下位という落ちこぼれ。生徒会では広報を担当。本作登場アイドルでは最も身長が低い。
紫雲 清夏（しうん すみか）
声 - 湊みや
身長：168cm / 体重：54kg / 年齢：15歳 / 3サイズ：89/58/85 / 血液型：O型 / 利き手：左 / 誕生日：11月11日 / 星座：さそり座 / 出身地：北海道 / クラス：1年1組 / イメージカラー：黄緑
特技は身体が柔らかいこと、趣味はカラオケ、SNS。授業やレッスンをサボりがちな不真面目系ギャル。おちゃらけた態度ではありつつ、誰とでも仲良くなれるような元気で明るい子。かつてバレエで世界に羽ばたいた実績もあり、親友のリーリヤと一緒にアイドルを目指していた。
篠澤 広（しのさわ ひろ）
声 - 川村玲奈
身長：159cm / 体重：41kg / 年齢：15歳 / 3サイズ：72/54/76 / 血液型：AB型 / 利き手：左 / 誕生日：12月21日 / 星座：いて座 / 出身地：秋田県 / クラス：1年2組 / イメージカラー：水色
特技は学業全般、物理、数学、パズル、趣味は苦手分野に挑戦すること、観葉植物を育てること。ミステリアスな雰囲気漂う少女。14歳で大学を卒業したギフテッドだが、反対に体力や運動神経はからっきしゼロ。そのため、入学試験の成績は下から2番目（座学満点・実技0点）だった。なにもかも簡単で退屈な日々を嫌い、辛いことや上手くいかないことに喜びを感じる変人。アイドルを目指した理由も「一番自分に向いてなさそうだから」というものである。本作登場アイドルでは最もバストサイズが小さい。
姫崎 莉波（ひめさき りなみ）
声 - 薄井友里
身長：166cm / 体重：56kg / 年齢：17歳 / 3サイズ：90/59/93 / 血液型：A型 / 利き手：右 / 誕生日：3月5日 / 星座：うお座 / 出身地：福岡県 / クラス：3年1組 / イメージカラー：ピンク
特技は料理、裁縫・手芸、趣味はカフェ巡り、コスメ集め。生徒会書記をしており、しっかりもので優しく、面倒見がいい。また、プロデューサーとは幼馴染。過去にユニットに所属していたこともあり、その頃は妹キャラとして売り出していたが、結果は振るわなかった。本作登場アイドルでは最重量。
花海 佑芽（はなみ うめ）
声 - 松田彩音
身長：158cm / 体重：50kg / 年齢：15歳 / 3サイズ：91/60/85 / 血液型：AB型 / 利き手：右 / 誕生日：4月1日 / 星座：おひつじ座 / 出身地：愛知県 / クラス：1年2組 / イメージカラー：朱色
特技はスポーツ全般、マッサージ、趣味はお姉ちゃんとの勝負。咲季の妹（年子）。成績優秀な姉とは対照的に補欠入学で、広・千奈と共に補習の常連。こちらも元アスリート。姉妹仲は非常に良好で、姉の事を心から尊敬し、ライバル視し、最大の目標としている。素の運動能力は高いものの物覚えがかなり悪いが、成長率は高い大器晩成型。生徒会では庶務を担当。本作登場アイドルでは最もバストサイズが大きい。
当初はライバルアイドルだったが、2024年6月1日からプロデュース対象アイドルとなった。
秦谷 美鈴（はたや みすず）
声 - 春咲暖
身長：160cm / 体重：42kg / 年齢：15歳/ 3サイズ：73/54/74 / 血液型：B型 / 利き手：右 / 誕生日：2月6日 / 星座：みずがめ座 / 出身地：京都府 / クラス：1年2組 / イメージカラー：群青色
特技は料理、生け花、体内時計が正確なこと、趣味はお昼寝、お散歩。手毬の幼馴染で、中等部時代にユニット「SyngUp!」を組んでいた。のんびりマイペースな性格で、自分にも他人にも優しく甘い。他者の世話をしたり、甘やかしたりするのが大好き。アイドルとしての実力は確かだが、かなりのサボり魔。生徒会では会計を担当。
当初はライバルアイドルだったが、2025年5月16日からプロデュース対象アイドルとなった。
十王 星南（じゅうおう せな）
声 - 陽高真白
身長：170cm / 体重：54kg / 年齢：17歳 / 3サイズ：88/56/86 / 血液型：A型 / 利き手：両 / 誕生日：12月7日 / 星座：いて座 / 出身地：東京都 / クラス：3年1組 / イメージカラー：ゴールデンイエロー
特技はアイドルの才能を見抜くこと、趣味はレッスン、才能のあるアイドルを見つけること。学園長の孫で生徒会長。幼少期からアイドルのエリート教育を受けており、学園一のアイドル「一番星（プリマステラ）」として全校生徒の憧れの的。ことねに目をかけている。本作登場アイドルでは最長身。
当初はライバルアイドルだったが、2024年11月16日からプロデュース対象アイドルとなった。

#### ライバルアイドル
雨夜 燕（あまや つばめ）
声 - 天音ゆかり
クラス：3年1組 / イメージカラー：藤色
生徒会副会長で学園No.2のアイドル。実力相応のプライドを持ち、尊大な態度を取る。自分にも他人にも厳しいが、面倒見は良い。幼馴染の星南をライバル視しており、いずれ星南を超えると公言している。
当初は名前のみの登場だったが、2024年11月15日にキャラクタービジュアルとCVが公開され、翌16日からはライバルアイドルとして登場するようになった。

#### トレーナー
ボーカルトレーナー
声 - 田中美海
ダンストレーナー
声 - 若井友希
ビジュアルトレーナー
声 - 芹澤優

#### プロデューサー・先生
プロデューサー
プレイヤーの分身となるキャラクター。初星学園専門大学プロデューサー科の生徒。誰に対しても敬語で礼儀正しい。担当アイドルのことは事前に調査しており、アイドルの短所を改善させようとする努力家で真面目な性格。他のアイドルマスターシリーズにおけるプロデューサー同様に姿が描かれることはないが、4コマ漫画などでは影絵で登場することもある。
十王 邦夫（じゅうおう くにお）
声 - 大塚明夫
初星学園の学園長。他のアイドルマスターシリーズにおける社長キャラ同様、影絵で登場。
根緒 亜紗里（ねお あさり）
声 - 古賀葵
初星学園の先生でプロデューサーの担任。物語では「あさり先生」で表示。

#### その他の初星学園関係者
はつみちゃん
声 - 若井友希（PV）
初星学園非公認マスコットキャラクター。
真城 優（ましろ ゆう）
声 - 村田綾香
年齢：16歳 / 血液型：O型 / 利き手：右 / 誕生日：2月12日 / 星座：みずがめ座 / 出身地：神奈川県
普通科2年生。「初星学園放送部」MCであり、ボイスドラマの主人公。平穏な学生生活を送っていたが、ある日星南によって突然廃部寸前の放送部部長に任命されてしまった。キャラクター公開時点ではゲーム本編には登場していなかったが、2025年6月1日に実装されたサポートカード内コミュで初登場した。
十王社長
星南ルート等で言及される、100プロダクション社長で学園長の息子、星南の父。娘曰く「冷血漢」。

### 極月学園（ごくげつがくえん）
961プロダクションをはじめとした複数の芸能事務所が設立したアイドル養成学校。初星学園と違い、普通科が存在しないなどよりアイドル養成所としての機能に特化している。
黒井 崇男（くろい たかお）
声 - 子安武人
961プロダクション社長にして極月学園理事長。
詳細は「THE IDOLM@STERの登場人物#黒井 崇男（くろい たかお）」を参照。
賀陽 燐羽（かや りんは）
声 - 浅見香月
手毬の元チームメイト。かつて中等部時代に手毬・美鈴とユニット「SyngUp!」を組んでおりリーダーを務めていたが、ケンカ別れ同然で解散し現在は2人とも絶交している。当初は初星学園の1年3組に所属していたが、後に退学し極月に移籍する。
藍井 撫子（あおい なでしこ）
声 - 若井友希
極月学園1年生。Bランクアイドル。裕福な実家の力で多くのファンを獲得しており、容姿に圧倒的な自信を持つ。四音のことは「お姉さま」と呼び慕っている。
白草 四音（しらくさ しおん）
声 - 田中美海
極月学園1年生。Aランクアイドルで、月花の妹。全てにおいて一級品の能力を持つ。普段は物腰柔らかで猫を被っているが、その本性は冷徹かつ残忍でファンのことも道具としか思っておらず、撫子のことも成り上がるために利用して蹴落とすだけの存在としか考えていない。
白草 月花（しらくさ げっか）
声 - 芹澤優
極月学園3年生。Sランクアイドルで、四音の姉。既にアメリカでトップアイドルとして活動しており、無駄を嫌い、才能ある人間にしか興味を示さない。

## 舞台「初星学園」
本作の舞台となる中高一貫＋専門大学から成る私立校であり、国内最大のアイドル養成校。卒業生は学園が経営する芸能プロダクション「100（じゅうおう）プロダクション」に所属することが可能。
高等部
普通科とアイドル科がある。
専門大学
プロデューサー科がある。
中等部
普通科だけだが、アイドルコースがある。

## スタッフ
- 開発 - QualiArts
- 配信 - バンダイナムコエンターテインメント
- プロデューサー - 佐藤大地、山本亮
- 音楽プロデューサー - 佐藤貴文
- シナリオチーム - 伏見つかさ、志瑞祐、雨宮和希[12]
- キャラクター原案 - 南野あき、へちま[12]
- ミュージックレーベル - ASOBINOTES[12]

過去のスタッフ
- プロデューサー - 小美野日出文（ - 2025年6月17日）[18]

## CD・配信シングル
発売元はASOBINOTES。
学園アイドルマスター1st Single
2024年8月7日より発売されているソロキャラクターソングシングルCDシリーズ。
初星学園2nd Single
2025年3月12日より発売されているソロキャラクターソングシングルCDシリーズ。
学園アイドルマスター Season Solo Collection
2024年8月14日より発売されているキャラクターソングアルバムCDシリーズ。
初星学園×アニメイト コラボCD「古今東西ちょちょいのちょい」
2024年10月30日よりアニメイト限定で発売されているCD。
学園アイドルマスター 誕生日記念Single
各キャラクターの誕生日に合わせて限定販売される誕生日記念セットに同梱されるキャラクターソングCD。
学園アイドルマスター ユニットCD
2025年11月19日より発売されるユニット楽曲を収めたCD。
デビューライブ開催記念楽曲
学園アイドルマスター DEBUT LIVE 初 TOURの各公演に合わせて配信される楽曲。
1. がむしゃらに行こう！
  - 歌：花海咲季（長月あおい）、月村手毬（小鹿なお）、藤田ことね（飯田ヒカル） / 葛城リーリヤ（花岩香奈）、倉本千奈（伊藤舞音）、姫崎莉波（薄井友里） / 有村麻央（七瀬つむぎ）、紫雲清夏（湊みや）、篠澤広（川村玲奈）/ 花海佑芽（松田彩音）、秦谷美鈴（春咲暖）、十王星南（陽高真白）
  - 作詞：SHOW（Digz, Inc. Group）、作曲：SHOW（Digz, Inc. Group）・Mitsu.J（Digz, Inc. Group）、編曲：Mitsu.J（Digz, Inc. Group）
  - 2024年8月9日に咲季・手毬・ことね版、8月31日にリーリヤ・千奈・莉波版、10月13日に麻央・清夏・広版、2025年7月5日に佑芽・美鈴・星南版が配信。

2. Howling over the World
  - 歌：花海咲季（長月あおい）、月村手毬（小鹿なお）、藤田ことね（飯田ヒカル） / 葛城リーリヤ（花岩香奈）、倉本千奈（伊藤舞音）、姫崎莉波（薄井友里） / 有村麻央（七瀬つむぎ）、紫雲清夏（湊みや）、篠澤広（川村玲奈）/ 花海佑芽（松田彩音）、秦谷美鈴（春咲暖）、十王星南（陽高真白）
  - 作詞・作曲・編曲：烏屋茶房
  - 2024年8月16日に咲季・手毬・ことね版、9月6日にリーリヤ・千奈・莉波版、10月18日に麻央・清夏・広版、2025年7月12日に佑芽・美鈴・星南版が配信。

3. ミラクルナナウ(ﾟ∀ﾟ)！
  - 歌：花海咲季（長月あおい）、月村手毬（小鹿なお）、藤田ことね（飯田ヒカル） / 葛城リーリヤ（花岩香奈）、倉本千奈（伊藤舞音）、姫崎莉波（薄井友里） / 有村麻央（七瀬つむぎ）、紫雲清夏（湊みや）、篠澤広（川村玲奈） / 花海佑芽（松田彩音）、秦谷美鈴（春咲暖）、十王星南（陽高真白）
  - 作詞・作曲・編曲：YUC'e
  - 2024年8月24日（Apple Musicでは同年8月22日から先行配信）に咲季・手毬・ことね版、9月22日にリーリヤ・千奈・莉波版、10月26日に麻央・清夏・広版、2025年7月19日に佑芽・美鈴・星南版が配信。

4. ENDLESS DANCE
  - 歌：花海佑芽（松田彩音）、秦谷美鈴（春咲暖）、十王星南（陽高真白） / 花海咲季（長月あおい）、月村手毬（小鹿なお）、藤田ことね（飯田ヒカル） / 葛城リーリヤ（花岩香奈）、倉本千奈（伊藤舞音）、姫崎莉波（薄井友里） / 有村麻央（七瀬つむぎ）、紫雲清夏（湊みや）、篠澤広（川村玲奈） /
  - 作詞・作曲：首藤義勝、編曲：藤永龍太郎（Elements Garden）
  - 2025年2月8日に佑芽・美鈴・星南版、7月26日に咲季・手毬・ことね版、8月2日にリーリヤ・千奈・莉波版、8月9日に麻央・清夏・広版が配信。

### コミックス特典楽曲
1. かちドキ
  - 歌：藤田ことね（飯田ヒカル）
  - 作詞：大澤めい（Bandai Namco Studios Inc.）、作曲：大澤めい（Bandai Namco Studios Inc.）・佐藤貴文（Bandai Namco Studios Inc.）、編曲：大木奏弥（Bandai Namco Studios Inc.）
  - 2025年2月7日発売の「学園アイドルマスター GOLD RUSH 第1巻オリジナルCD付き特装版」付属CDに収録。
2. GO MY WAY!! -藤田ことね cover-
  - 歌：藤田ことね（飯田ヒカル）
  - 作詞：yura、作曲：NBGI（神前暁）、編曲：星銀乃丈
  - 『THE IDOLM@STER（Xbox360）』収録曲の藤田ことねカバー版。
  - 2025年8月7日発売の「学園アイドルマスター GOLD RUSH 第3巻オリジナルCD付き特装版」付属CDに収録。

### 配信シングル
1. 初
  - 歌：花海咲季（長月あおい）、月村手毬（小鹿なお）、藤田ことね（飯田ヒカル）、姫崎莉波（薄井友里）、紫雲清夏（湊みや）、篠澤広（川村玲奈）、葛城リーリヤ（花岩香奈）、倉本千奈（伊藤舞音）、有村麻央（七瀬つむぎ）
  - 作詞・作曲：原口沙輔、編曲：宮川弾・原口沙輔
  - 2024年5月16日に配信。
2. Campus mode!!
  - 歌：花海咲季（長月あおい）、月村手毬（小鹿なお）、藤田ことね（飯田ヒカル）、姫崎莉波（薄井友里）、紫雲清夏（湊みや）、篠澤広（川村玲奈）、葛城リーリヤ（花岩香奈）、倉本千奈（伊藤舞音）、有村麻央（七瀬つむぎ）
  - 作詞・作曲：田淵智也、編曲：滝澤俊輔（TRYTONELABO）
  - 2024年6月10日に配信。
3. Our Chant
  - 歌：十王星南（陽高真白）
  - 作詞：Fra、作曲：Fra・中鶴潤一（Bandai Namco Studios Inc.）、編曲：中鶴潤一（Bandai Namco Studios Inc.）
  - 2025年4月23日に配信。
4. 標（しるべ）
  - 歌：花海咲季（長月あおい）、月村手毬（小鹿なお）、藤田ことね（飯田ヒカル）、姫崎莉波（薄井友里）、紫雲清夏（湊みや）、篠澤広（川村玲奈）、葛城リーリヤ（花岩香奈）、倉本千奈（伊藤舞音）、有村麻央（七瀬つむぎ）、花海佑芽（松田彩音）、十王星南（陽高真白）、秦谷美鈴（春咲暖）
  - 作詞：十王邦夫、作曲：佐藤貴文、編曲：兼松衆
  - 2025年5月17日に配信。
5. Love & Joy
  - 歌：紫雲清夏（湊みや）
  - 作詞：東優太、作曲・編曲：原一博
  - 2025年6月20日に配信。
6. サンフェーデッド
  - 歌：篠澤広（川村玲奈）
  - 作詞・作曲・編曲：長谷川白紙
  - 2025年7月18日に配信。
7. 自己肯定感爆上げ↑↑しゅきしゅきソング
  - 歌：藤田ことね（飯田ヒカル）
  - 作詞・作曲・編曲：ヒゲドライバー
  - 2025年8月13日に配信。

## イベント

### 単独ライブ
| タイトル                                           | 公演日          | 会場                 | 出演者 | 出典   |
| 2024年                                             | 2024年          | 2024年               | 2024年 | 2024年 |
| -------------------------------------------------- | --------------- | -------------------- | --- | ------ |
| 学園アイドルマスター DEBUT LIVE 初 TOUR -初声公演- | 8月10日         | 名古屋CLUB QUATTRO   | 長月あおい、小鹿なお、飯田ヒカル                                                                                          | [ 49 ] |
| 学園アイドルマスター DEBUT LIVE 初 TOUR -初声公演- | 8月18日         | 梅田CLUB QUATTRO     | 長月あおい、小鹿なお、飯田ヒカル                                                                                          | [ 49 ] |
| 学園アイドルマスター DEBUT LIVE 初 TOUR -初声公演- | 8月25日         | 渋谷CLUB QUATTRO     | 長月あおい、小鹿なお、飯田ヒカル                                                                                          | [ 49 ] |
| 学園アイドルマスター DEBUT LIVE 初 TOUR -初心公演- | 9月7日          | 名古屋CLUB QUATTRO   | 花岩香奈、伊藤舞音、薄井友里                                                                                              | [ 50 ] |
| 学園アイドルマスター DEBUT LIVE 初 TOUR -初心公演- | 9月23日         | 広島CLUB QUATTRO     | 花岩香奈、伊藤舞音、薄井友里                                                                                              | [ 50 ] |
| 学園アイドルマスター DEBUT LIVE 初 TOUR -初心公演- | 12月1日         | 梅田CLUB QUATTRO     | 花岩香奈、伊藤舞音、薄井友里                                                                                              | [ 50 ] |
| 学園アイドルマスター DEBUT LIVE 初 TOUR -初恋公演- | 10月14日        | 梅田CLUB QUATTRO     | 七瀬つむぎ、湊みや、川村玲奈                                                                                              | [ 52 ] |
| 学園アイドルマスター DEBUT LIVE 初 TOUR -初恋公演- | 10月19日        | 広島CLUB QUATTRO     | 七瀬つむぎ、湊みや、川村玲奈                                                                                              | [ 52 ] |
| 学園アイドルマスター DEBUT LIVE 初 TOUR -初恋公演- | 10月27日        | 渋谷CLUB QUATTRO     | 七瀬つむぎ、湊みや、川村玲奈                                                                                              | [ 52 ] |
| 2025年                                             |                 |                      | |        |
| 学園アイドルマスター DEBUT LIVE 初 TOUR -初陣公演- | 2月8日          | 名古屋CLUB QUATTRO   | 長月あおい、陽高真白 | [ 54 ] |
| 学園アイドルマスター DEBUT LIVE 初 TOUR -初陣公演- | 2月11日         | 梅田CLUB QUATTRO     | 長月あおい、春咲暖、陽高真白                                                                                              | [ 54 ] |
| 学園アイドルマスター DEBUT LIVE 初 TOUR -初陣公演- | 2月16日         | 渋谷CLUB QUATTRO     | 長月あおい、春咲暖、陽高真白                                                                                              | [ 54 ] |
| 学園アイドルマスター DEBUT LIVE 初 TOUR -初陣公演- | 7月4日          | 新宿ReNY             | 松田彩音、春咲暖、陽高真白                                                                                                | [ 56 ] |
| 学園アイドルマスター The 1st Period Spotlight Star | 5月24日・25日   | 立川ステージガーデン | 長月あおい、小鹿なお、飯田ヒカル、七瀬つむぎ、花岩香奈 、伊藤舞音、湊みや、川村玲奈、薄井友里、松田彩音、春咲暖、陽高真白 | [ 57 ] |
| 学園アイドルマスター The 1st Period Harmony Star   | 5月31日・6月1日 | 立川ステージガーデン | 長月あおい、小鹿なお、飯田ヒカル、七瀬つむぎ、花岩香奈 、伊藤舞音、湊みや、川村玲奈、薄井友里、松田彩音、春咲暖、陽高真白 | [ 57 ] |

### リアルイベント
| タイトル                                                           | 公演日        | 会場                       | 出演者 | 出典   |
| 2025年                                                             | 2025年        | 2025年                     | 2025年 | 2025年 |
| ------------------------------------------------------------------ | ------------- | -------------------------- | --- | ------ |
| 初星学園放送部 公開録音2025 ～放送部の優雅で軽やかで大騒ぎな一日～ | 6月15日       | 森のホール21               | 村田綾香 第1部ゲスト：七瀬つむぎ、花岩香奈、湊みや 第2部ゲスト：伊藤舞音、川村玲奈、薄井友理                                                    | [ 58 ] |
| 学園アイドルマスター クラス対抗初星大運動会                        | 9月20日・21日 | 国立代々木競技場第一体育館 | 長月あおい、小鹿なお、飯田ヒカル、七瀬つむぎ、花岩香奈 、伊藤舞音、湊みや、川村玲奈、薄井友里、松田彩音、春咲暖、陽高真白、天音ゆかり、村田綾香 | [ 59 ] |

### 合同ライブ・ゲスト出演
| タイトル                                                                             | 公演日         | 会場                        | 出演者 | 出典          |
| 2024年                                                                               | 2024年         | 2024年                      | 2024年 | 2024年        |
| ------------------------------------------------------------------------------------ | -------------- | --------------------------- | --- | ------------- |
| THE IDOLM@STER M@STER EXPO -学園アイドルマスター エキスポミニライブ-                 | 12月14日・15日 | 幕張メッセ国際展示場        | 14日：小鹿なお、伊藤舞音、川村玲奈 15日：飯田ヒカル、薄井友里、七瀬つむぎ 両日出演：村田綾香                                        | [ 60 ]        |
| 2025年                                                                               |                |                             | |               |
| リスアニ！LIVE 2025                                                                  | 1月25日        | 日本武道館                  | 小鹿なお | [ 62 ]        |
| THE IDOLM@STER 20th anniversary ORCHESTRA CONCERT SYMPHONY OF BRILLIANT STARS 昼公演 | 7月21日        | パシフィコ横浜 国立大ホール | 伊藤舞音 | [ 63 ]        |
| THE IDOLM@STER M@STERS OF IDOL WORLD 2025                                            | 12月13日・14日 | 京セラドーム大阪            | 13日：長月あおい、小鹿なお、飯田ヒカル、七瀬つむぎ、花岩香奈、薄井友里 14日：伊藤舞音、湊みや、川村玲奈、松田彩音、春咲暖、陽高真白 | [ 64 ] [ 65 ] |

## ラジオ

### 初星学園音楽部
『初星学園音楽部』（はつぼしがくえんおんがくぶ）は、2024年5月18日からApple Music（聴取にはサブスクリプション登録が必要）にて配信中のオリジナルラジオ番組。全6回。進行役は冨田明宏で、毎回ゲーム内に登場するアイドルのキャラクターボイスを担当する声優と音楽プロデューサーの佐藤貴文がゲストとして出演する。Apple Musicにおいてゲームコンテンツのオリジナル番組を制作するのは初となり、EP.1 - 5では番組の配信に合わせて楽曲の先行配信が実施された。
| #      | 配信日   | ゲスト               |
| 2024年 | 2024年   | 2024年               |
| ------ | -------- | -------------------- |
| 1      | 5月18日  | 長月あおい、小鹿なお |
| 2      | 6月10日  | 飯田ヒカル、松田彩音 |
| 3      | 7月29日  | 花岩香奈、湊みや     |
| 4      | 8月22日  | 伊藤舞音、薄井友里   |
| 5      | 9月29日  | 川村玲奈、七瀬つむぎ |
| 6      | 10月24日 | 長月あおい、Ado      |

### 初星学園放送部
『初星学園放送部』（はつぼしがくえんほうそうぶ）は、2024年8月28日からASOBI CHANNELにて配信されているインターネットラジオ番組。毎週水曜日21時に配信。パーソナリティは村田綾香。毎回ゲーム内に登場するアイドルのキャラクターボイスを担当する声優や本作の制作スタッフがゲストとして出演する。

#### コーナー
すすめ！プロデューサーへの道
楽曲やコミュなど、アイドルの魅力について共に語る。
初星学園のウワサ
初星学園に流れている噂を紹介する。
放送部公認?!電波ジャック
アイドルに伝えたい魂の叫びを紹介する。
初星学園放送部 公開収録ミーティング
2025年6月15日開催の公開収録イベントに向けてリスナーからやってほしい企画を募集する期間限定コーナー。

#### ゲスト
| #      | 配信日   | ゲスト                                                                 |
| 2024年 | 2024年   | 2024年                                                                 |
| ------ | -------- | ---------------------------------------------------------------------- |
| 1      | 8月28日  | 長月あおい、飯田ヒカル                                                 |
| 2      | 9月4日   | 長月あおい、小鹿なお                                                   |
| 3      | 9月11日  | 長月あおい、七瀬つむぎ                                                 |
| 4      | 9月18日  | 飯田ヒカル、湊みや                                                     |
| 5      | 9月25日  | 小鹿なお、伊藤舞音                                                     |
| 6      | 10月2日  | 七瀬つむぎ、薄井友里                                                   |
| 7      | 10月9日  | 花岩香奈、湊みや                                                       |
| 8      | 10月16日 | 川村玲奈、伊藤舞音                                                     |
| 9      | 10月23日 | 花岩香奈、薄井友里                                                     |
| 10     | 10月30日 | 長月あおい、松田彩音                                                   |
| 11     | 11月6日  | 七瀬つむぎ、湊みや                                                     |
| 12     | 11月13日 | 小鹿なお、飯田ヒカル                                                   |
| 13     | 11月20日 | 川村玲奈                                                               |
| 14     | 11月27日 | 陽高真白                                                               |
| 15     | 12月4日  | 伊藤舞音、薄井友里、花岩香奈                                           |
| 16     | 12月11日 | 湊みや                                                                 |
| 17     | 12月18日 | 花岩香奈、湊みや                                                       |
| 18     | 12月25日 | 長月あおい                                                             |
| 2025年 |          |                                                                        |
| 19     | 1月8日   | 飯田ヒカル、小鹿なお                                                   |
| 20     | 1月15日  | 小美野日出文                                                           |
| 21     | 1月22日  | 川村玲奈、七瀬つむぎ                                                   |
| 22     | 1月29日  | 陽高真白、伊藤舞音                                                     |
| 23     | 2月5日   | 小鹿なお                                                               |
| 24     | 2月12日  | 薄井友里                                                               |
| 25     | 2月19日  | 花岩香奈                                                               |
| 26     | 2月26日  | 陽高真白、春咲暖、長月あおい                                           |
| 27     | 3月5日   | 伊藤舞音                                                               |
| 28     | 3月12日  | 飯田ヒカル、湊みや                                                     |
| 29     | 3月19日  | 小鹿なお、七瀬つむぎ                                                   |
| 30     | 3月26日  | 花岩香奈、薄井友里                                                     |
| 31     | 4月2日   | 湊みや、川村玲奈                                                       |
| 32     | 4月9日   | 佐藤貴文、大澤めい                                                     |
| 33     | 4月16日  | 長月あおい、春咲暖                                                     |
| 34     | 4月23日  | 薄井友里、天音ゆかり                                                   |
| 35     | 4月30日  | 七瀬つむぎ                                                             |
| 36     | 5月7日   | 長月あおい、小鹿なお、飯田ヒカル                                       |
| 37     | 5月14日  | 春咲暖、陽高真白                                                       |
| 38     | 5月21日  | 花岩香奈、春咲暖                                                       |
| 39     | 5月28日  | 佐藤大地、山本亮                                                       |
| 40     | 6月4日   | 小鹿なお、薄井友里、松田彩音、川村玲奈、伊藤舞音、七瀬つむぎ、花岩香奈 |
| 41     | 6月11日  | 小鹿なお、松田彩音                                                     |
| 42     | 6月18日  | 七瀬つむぎ、花岩香奈、湊みや、伊藤舞音、川村玲奈、薄井友里             |
| 43     | 6月25日  | 松田彩音、陽高真白                                                     |
| 44     | 7月2日   | 花岩香奈、伊藤舞音                                                     |
| 45     | 7月9日   | 湊みや、川村玲奈                                                       |
| 46     | 7月16日  | 薄井友里、春咲暖                                                       |
| 47     | 7月23日  | 長月あおい、七瀬つむぎ                                                 |
| 48     | 7月30日  | 川村玲奈、飯田ヒカル                                                   |
| 49     | 8月6日   | 松田彩音、伊藤舞音                                                     |
| 50     | 8月13日  | 七瀬つむぎ、花岩香奈、湊みや                                           |
| 51     | 8月20日  | 伊藤舞音、川村玲奈、薄井友里                                           |

## 漫画

### 学園アイドルマスター GOLD RUSH
『週刊少年チャンピオン』（秋田書店）にて2024年44号から連載中の漫画。藤田ことねが主人公となり、ゲーム本編とは異なるオリジナルのストーリーが展開される。
- バンダイナムコエンターテインメント（原作）、猪ノ谷言葉（脚本・構成）[72]、沖乃ゆう（作画）[73] 『学園アイドルマスター GOLD RUSH』 秋田書店〈少年チャンピオン・コミックス〉、既刊3巻（2025年8月7日現在）
  1. 2025年2月7日発売、ISBN 978-4-25-329811-7（通常版）[74] / ISBN 978-4-25-329812-4（オリジナルCD付き特装版）[75]
  2. 2025年5月8日発売、ISBN 978-4-253-29814-8（通常版）[76] / ISBN 978-4-253-29813-1（豪華グッズ付き特装版）[77]
  3. 2025年8月7日発売、ISBN 978-4-253-29815-5（通常版）[78] / ISBN 978-4-253-29816-2（オリジナルCD付き特装版）[79]

### アンソロジー
一迅社とKADOKAWAより以下のアンソロジー作品が発売される。
学園アイドルマスター コミックアンソロジー（一迅社 DNAメディアコミックス）
- 2024年11月25日発売 ISBN 978-4-7580-2827-1

学園アイドルマスター コミックアンソロジー Side Logic（KADOKAWA MFコミックス）
- 2024年12月27日発売 ISBN 978-4-0468-4153-7

学園アイドルマスター コミックアンソロジー Side Sense（KADOKAWA 電撃コミックスNEXT）
- 2024年12月27日発売 ISBN 978-4-0491-6170-0

## 受賞
- SNS流行語大賞2024 ゲーム部門 1位[80]
- Google Play ベストオブ2024 ベストオブゲーム部門 大賞[81]
- Sensor Tower APAC Awards 2024 ベストモバイルゲーム2024 ベストシミュレーションゲーム部門[82]
- アニソン派！楽曲アワード2024グランプリ ブライテストコンテンツ賞[83]
  - Luna Say Maybe
  - 光景
  - メクルメ